# César du meilleur film francophone
Le César du meilleur film francophone est une ancienne récompense cinématographique française décernée par l'Académie des arts et techniques du cinéma de 1984 à 1986.

## Palmarès
- 1984 : Dans la ville blanche d'Alain Tanner •  Suisse
  - L'Allégement de Marcel Schüpbach •  Suisse
  - Benvenuta d'André Delvaux •  Belgique
  - Bonheur d'occasion de Claude Fournier •  Canada
  - Le Lit de Marion Hänsel •  Belgique
  - Rien qu'un jeu de Brigitte Sauriol •  Canada
- 1985 : Wend Kuuni de Gaston Kaboré •  Burkina Faso
- 1986 : Derborence de Francis Reusser •  Suisse
  - La Dame en couleurs de Claude Jutra •  Canada
  - Dust de Marion Hänsel •  Belgique
  - Je vous salue, Marie de Jean-Luc Godard •  Suisse
  - Visage pâle de Claude Gagnon •  Canada
  - Vivement ce soir de Patrick Van Antwerpen •  Belgique

## Postérité
Après sa disparition en 1985, seul le César du meilleur film étranger permet de récompenser les films francophones. Un César du meilleur film de l'Union européenne exista très provisoirement. Et même si, pour le César du meilleur film étranger, l'académie instaura un quota de films francophones parmi les nommés, les seuls gagnants francophones sont Toto le héros en 1992 et Mommy en 2015.
Le seul équivalent actuel de la récompense est le Prix Lumières du meilleur film francophone (qui n'est pas organisé par l'académie des César mais par l'académie des Lumières et qui est voté par la presse étrangère).